# Louis Grisius
Louis Grisius (14 de novembro de 1936 — 13 de fevereiro de 2011) foi um ciclista luxemburguês.
Participou nos Jogos Olímpicos de 1960, realizados em Roma, Itália, onde competiu na prova individual e por equipes de ciclismo em estrada.